# アンノボン県
アンノボン県 （アンノボンけん、スペイン語: Provincia de Annobón、ポルトガル語: Província de Ano Bom）はアフリカの国家赤道ギニアの県のひとつ。サントメ・プリンシペより南のギニア湾に位置する島、アンノボン島をその範囲とする。南緯1度26分7秒、西経5度37分51秒に位置し、赤道ギニアでは唯一南半球に属する県。面積17km2、人口5,008人（2001年調査）。県都はサンアントニオ・デ・パレ（通称パレ、パレア）。

## 関連項目

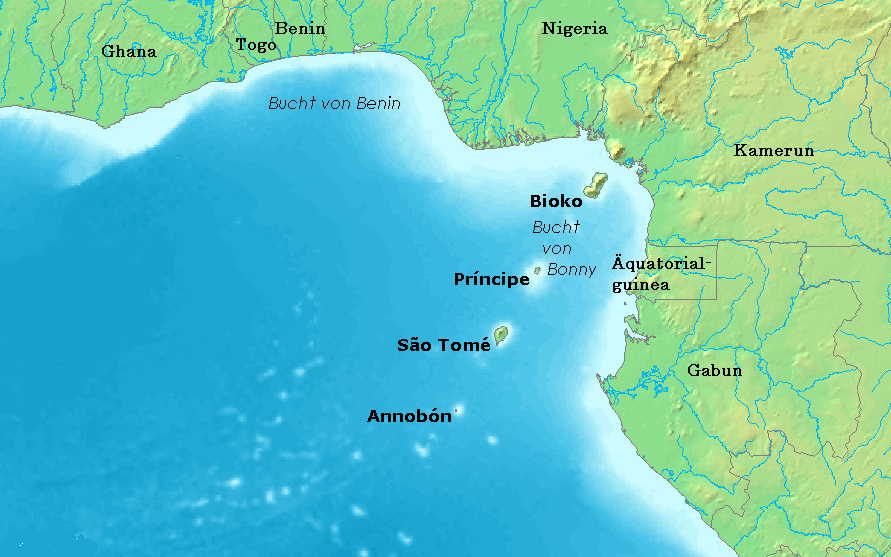
ギニア湾におけるアンノボン島の位置